# Castelo d'Issan

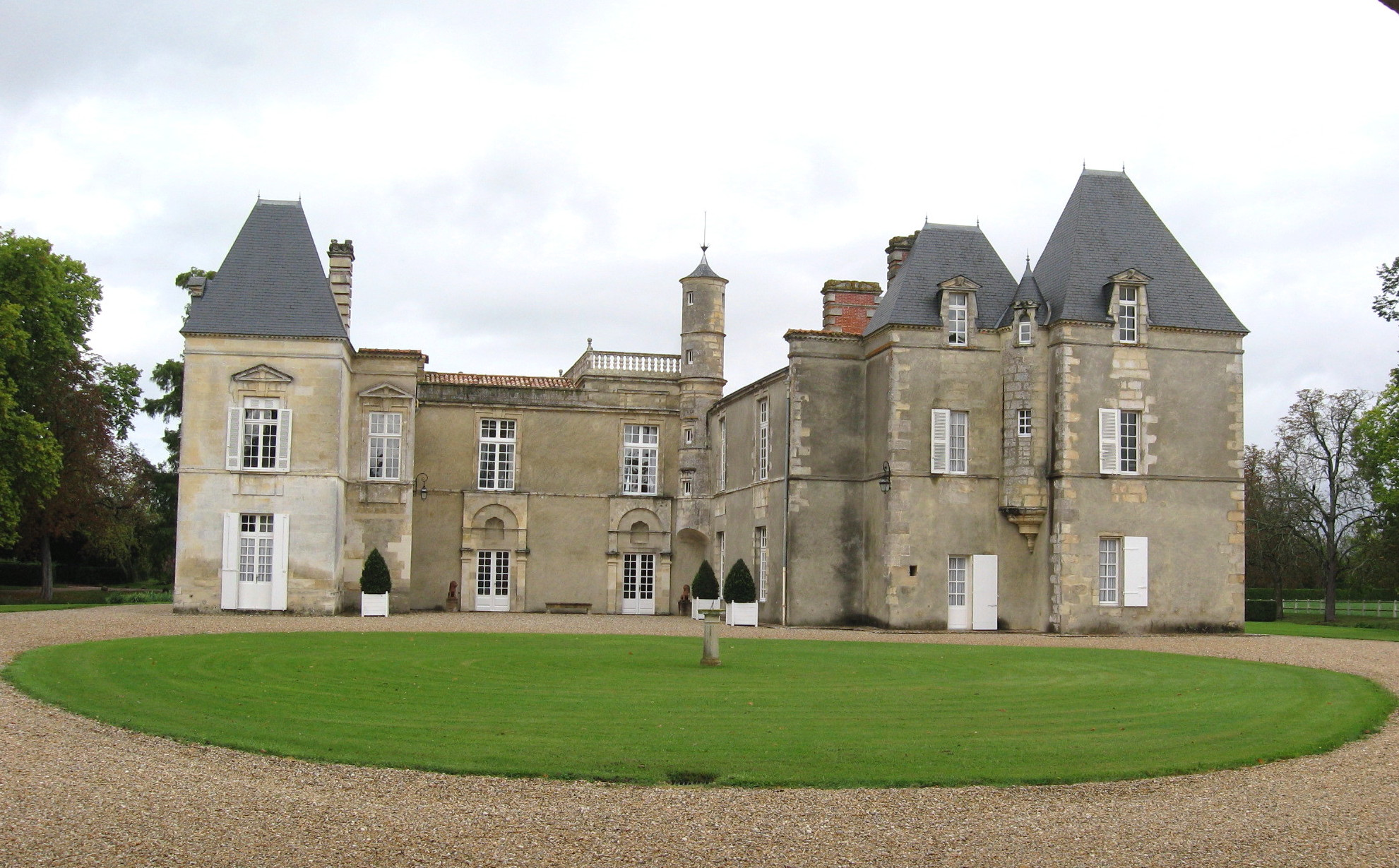
Château d'Issan

O Château d'Issan é um castelo e um lagar em Margaux, na região francesa de Bordeaux. O vinho produzido aqui foi classificado como um dos quatorze Troisièmes Crus na histórica Classificação Oficial de Vinho de Bordéus de 1855. A vinícola é propriedade de Emmanuel Cruse, da família Cruse. Em fevereiro de 2013, 50% da propriedade foi comprada por Jacky Lorenzetti, que também possui o Château Pédesclaux em Pauillac e o Château Lilian Ladouys em Saint-Estèphe.